# Gentianella lutescens
Gentianella lutescens är en gentianaväxtart som först beskrevs av Josef Velenovský, och fick sitt nu gällande namn av J. Holub. Gentianella lutescens ingår i släktet gentianellor, och familjen gentianaväxter.

## Underarter
Arten delas in i följande underarter:
- G. l. praeflorens
- G. l. umbellata